# Пандейро
Пандейро або ж Пандейру (порт. Pandeiro МФА: [pɐ̃ˈdejɾu]) — ударний музичний інструмент, різновид невеликого бубна, що поширений у Португалії та Південній Америці, головним чином, у Бразилії — один з найпопулярніших інструментів капоейри і самби.
Корпус пандейро (у формі обруча) виготовлено, за звичай, із дерева, обтягнуто козиною шкірою та прикрашено п'ятьма парами малих металевих тарілочок—брязкалець, які при струшуванні видають характерний металевий звук. 
Від бубна відрізняється своїм звучанням — мелодійність інструмента підібрана таким чином, що дозволяє отримувати коротші, виразніші звуки, сприяючи чіткості гри при виконанні швидких, складних ритмічних фігур.

## Світлини

Пандейро (Пандейру)
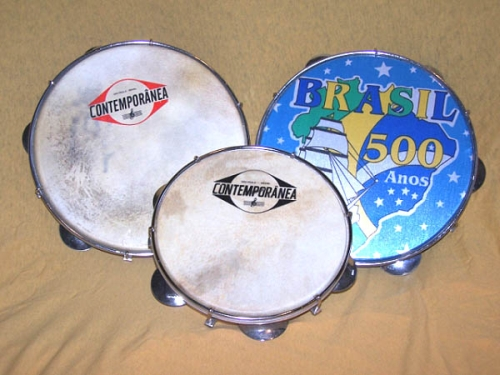
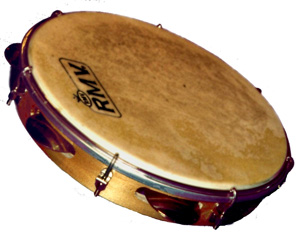
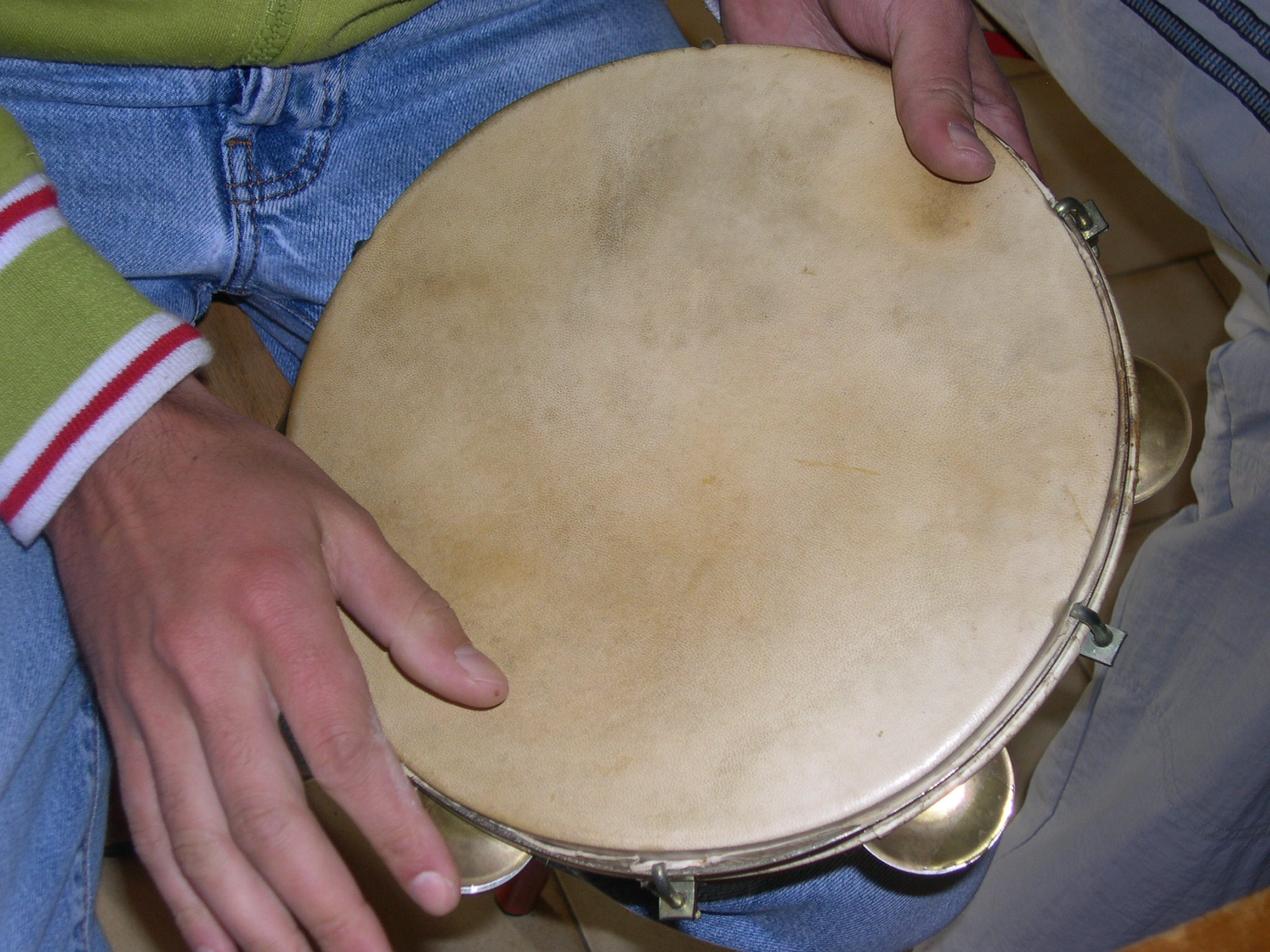
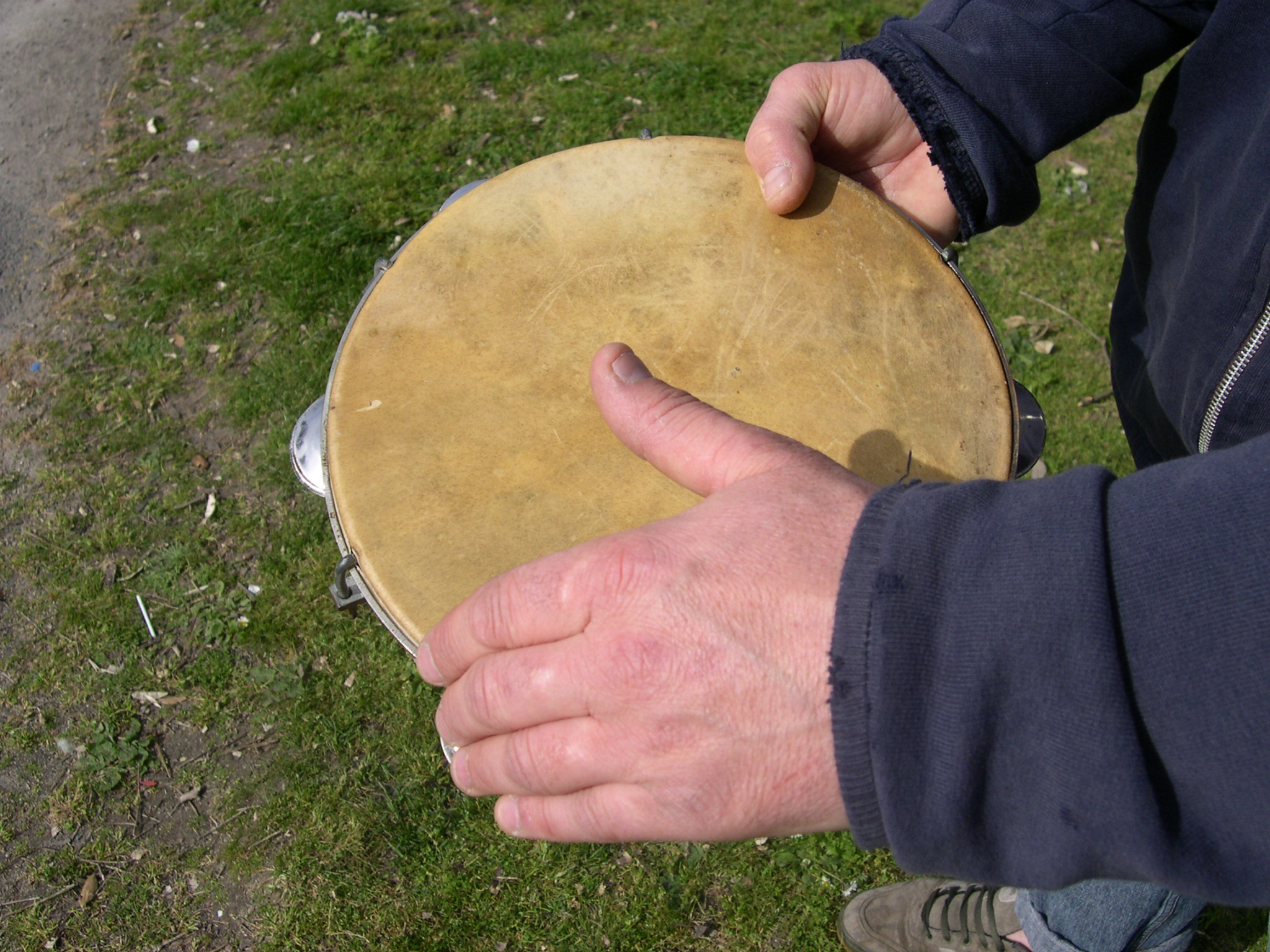
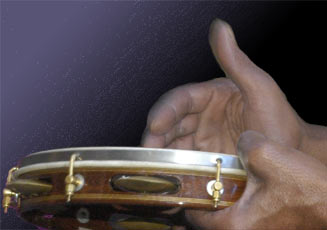